# Trochalus longicornis
Trochalus longicornis är en skalbaggsart som beskrevs av Moser 1924. Trochalus longicornis ingår i släktet Trochalus och familjen Melolonthidae. Inga underarter finns listade i Catalogue of Life.